# پریش کنکوردیا (لوئیزیانا)
کنکوردیا پریش (به انگلیسی: Concordia Parish) یک قصبه در ایالات متحده آمریکا است که در لوئیزیانا واقع شده‌است.

## خصوصیات
کنکوردیا پریش ۱٬۹۳۴٫۷۳ کیلومترمربع مساحت دارد.